# Colin Baker
Colin Baker (ur. 8 czerwca 1943 w Londynie) – angielski aktor, znany przede wszystkim z roli szóstego Doktora w brytyjskim serialu science-fiction Doktor Who oraz Paula Merroneya w brytyjskim dramacie The Brothers. Z pochodzenia jest Irlandczykiem.

## Kariera

### The Brothers
Jego pierwszą ważną rolą była w brytyjskim dramacie BBC, pt. The Brothers. W tym serialu wcielił się w rolę Paula Merroneya. W tę rolę wcielał się w latach 1974-1976.

### Doktor Who
Colin Baker po raz pierwszy w Doktorze Who pojawił się w historii Arc of Infinity w 1983 roku jako Komandor Maxil, kiedy to rolę Doktora odgrywał Peter Davison.
W 1984 Baker pojawił się w serialu po raz pierwszy w roli Doktora. Było to w historii The Caves of Androzani podczas regeneracji. Rolę Doktora Baker trzymał do 1986. Ostatni regularny występ Bakera był w The Trial of a Time Lord: The Ultimate Foe, lecz nie był to ostatni odcinek regularny szóstego Doktora. Rok później aktor nie przyjął propozycji zagrania tej roli ponownie podczas sceny regeneracji. Zrobił to Sylvester McCoy w blond peruce.
Baker powrócił jednak do roli w 1993 roku, w 2-częściowym odcinku charytatywnym na 30-lecie istnienia serialu pt.: Dimensions in Time, występował również w wielu odcinkach radiowych Doktora Who.
W listopadzie 2013 r. zagrał w specjalnej komedii na 50-lecie istnienia serialu pt.: The Five(ish) Doctors Reboot, gdzie zagrał samego siebie.

## Książki
- Look Who's Talking (Hirst Books), First Published December 2009. First reprint February 2010 ISBN 978-0-9557149-2-4
- Second Thoughts (Hirst Books), First Published September 2010 ISBN 978-0-9566417-6-2
- Gallimaufry: A Collection of Short Stories. Hirst Publishing. 30 September 2011. ISBN 1-907959-02-5.